# Christophe Capelle
Christophe Capelle (Compiègne, 15 augustus 1967) is een voormalig Frans wielrenner. Capelle, die prof was van 1991 tot 2002, was een sprinter van de tweede garnituur. Hij won tijdens zijn carrière onder meer etappes in Parijs-Nice en het Critérium International. Bovendien werd hij in 2000 Frans kampioen.
Capelle was daarnaast ook actief als baanwielrenner. In 1996 won hij met de Franse ploeg de gouden medaille op het onderdeel ploegenachtervolging.

## Belangrijkste overwinningen
1990
- Eindklassement Hessen Rundfahrt

1991
- 1e etappe Ronde van de Middellandse zee

1995
- 4e etappe Ronde van de Limousin

1996
- Olympisch kampioen ploegenachtervolging (baan), Elite
- 2e etappe Ronde van Picardië
- 1e etappe Critérium International

1998
- 8e etappe Parijs-Nice

2000
- Frans kampioen op de weg, Elite

## Resultaten in voornaamste wedstrijden
| Jaar | Ronde van Italië | Ronde van Frankrijk | Ronde van Spanje |
| ---- | ---------------- | ------------------- | ---------------- |
| 1990 |                  |                     |                  |
| 1991 | opgave           |                     |                  |
| 1992 | 106e             |                     |                  |
| 1993 | opgave           | 115e                |                  |
| 1994 |                  | opgave              |                  |
| 1995 |                  | buiten tijd         |                  |
| 1996 |                  | opgave              |                  |
| 1997 |                  |                     |                  |
| 1998 |                  |                     | opgave           |
| 1999 |                  | 115e                |                  |
| 2001 |                  | 123e                |                  |

| Jaar | Milaan-San Remo | Gent-Wevelgem | Ronde van Vlaanderen | Parijs-Roubaix | Parijs-Tours | Parijs-Brussel | Kuurne-Brussel-Kuurne |
| ---- | --------------- | ------------- | -------------------- | -------------- | ------------ | -------------- | --------------------- |
| 1990 |                 |               |                      |                | 14e          |                |                       |
| 1991 |                 | 140e          |                      |                | 98e          | 4e             | 7e                    |
| 1992 | 76e             | 14e           | 113e                 | 35e            |              |                | Zilver                |
| 1993 | 41e             |               | 32e                  | 45e            | 56e          | 68e            |                       |
| 1994 | 71e             |               | 56e                  | 45e            | 117e         |                |                       |
| 1995 |                 |               | 92e                  |                | 37e          | 6e             |                       |
| 1996 |                 |               |                      |                | 79e          |                |                       |
| 1997 |                 | 41e           | 57e                  | 12e            |              |                |                       |
| 1998 | 90e             | 119e          | 24e                  | 15e            |              |                | 12e                   |
| 1999 |                 |               |                      |                | 7e           |                |                       |
| 2001 |                 |               |                      |                |              |                |                       |

1908: Jones, Kingsbury, Meredith, Payne ·
1920: Magnani, Carli, Ferrario, Giorgetti ·
1924: De Martini, Dinale, Menegazzi, Zucchetti ·
1928: Facciani, Gaioni, Lusiani, Tasselli ·
1932: Pedretti, Borsari, Cimatti, Ghilardi ·
1936: Nizerhy, Charpentier, Goujon, Lapébie ·
1948: Decanali, Adam, Blusson, Coste ·
1952: Morettini, Campana, de Rossi, Messina ·
1956: Gasparella, Domenicali, Faggin, Gandini ·
1960: Vigna, Arienti, Testa, Vallotto ·
1964: Streng, Claesges, Henrichs, Link ·
1968: Lyngemark, Olsen, Asmussen, Jensen ·
1972: Schumacher, Colombo, Haritz, Hempel ·
1976: Vonhof, Braun, Lutz, Schumacher ·
1980: Manakov, Movtsjan, Ossokin, Petrakov ·
1984: Grenda, Turtur, Nichols, Woods ·
1988: Jekimov, Kasputis, Neljoebin, Oemaras ·
1992: Fulst, Glöckner, Lehmann, Steinweg ·
1996: Capelle, Ermenault, Monin, Moreau ·
2000: Fulst, Bartko, Becke, Lehmann ·
2004: Brown, McGee, Lancaster, Roberts ·
2008: Clancy, Manning, Thomas, Wiggins · 
2012: Burke, Clancy, Kennaugh, Thomas · 
2016: Burke, Clancy, Doull, Wiggins · 
2020: Consonni, Ganna, Lamon, Milan · 
2024:  Bleddyn, Welsford, Leahy, O'Brien
Wielerploegen van Christophe Capelle
Andersen ·
Arroyo ·
Bennington ·
Bonnet ·
Boyer ·
Capelle ·
Casado ·
Cornillet ·
Duclos-Lassalle ·
Forest ·
Gouvenou ·
Kvålsvoll · 
Lammerts ·
Lemarchand ·  
LeMond ·
Millar ·
Seigneur ·
Simon ·
Willerton
Andersen (tot 15/06) ·
Bezault ·
Boyer ·
Capelle ·
Casado ·
Claveyrolat ·
Colotti ·
Cornillet ·
Duclos-Lassalle ·
Gouvenou ·
Kvålsvoll · 
Lammerts ·
Lance ·
Lemarchand ·  
LeMond ·
Roll ·
Seigneur ·
Simon ·
Aubier (stagiair) ·
Bourgeot (stagiair) ·
Bricaud (stagiair) 
Aubier ·
Bezault ·
Boardman ·
Boyer ·
Capelle ·
Casado ·
Claveyrolat ·
Colotti ·
Currit ·
Duclos-Lassalle ·
Garel ·
Gouvenou ·
Lance ·
Lemarchand ·
LeMond ·
Moreau ·
Rous ·
Seigneur ·
Simon
Aubier ·
Bezault (tot 30/06) ·
Boardman   ·
Boyer ·
Capelle ·
Claveyrolat ·
Colotti ·
Currit ·
Dojwa ·
Duclos-Lassalle ·
Garel ·
Gouvenou ·
Lance ·
Lemarchand ·
LeMond ·
Moreau ·
Rous ·
Seigneur ·
Hubert (stagiair)
Aubier ·
Boardman   ·
Capelle ·
Colotti ·
Currit ·
Deramé ·
Dojwa ·
Duclos-Lassalle ·
Gouvenou ·
Lance ·
Ledanois ·
Lemarchand ·
Moreau ·
O'Grady ·
Prétot ·
Rous ·
Seigneur ·
Vasseur ·
Conan (stagiair) ·
Langella (stagiair) · 

Sabatier (stagiair)
Andreu · 
Armstrong · 
Capelle · 
Desbiens · 
Fondriest · 
Gaumont · 
Goubert · 
Jalabert · 
Julich · 
Livingston · 
Martin · 
Millar · 
Moncoutié · 
Moreau · 
Plaza · 
Rinero · 
Rominger · 
Saugrain · 
Thibout · 
Tournant · 
Van De Laer · 
Gwiazdowski (stagiair) · 
Plouhinec (stagiair) · 
Poos (stagiair) 
Bertolini · 
Capelle · 
Casagrande · 
Delbove · 
Desbiens · 
Fondriest · 
Gané · 
Gaumont · 
Goubert · 
Gwiazdowski · 
Jalabert · 
Julich · 
Lelli · 
Le Quellec · 
Livingston · 
Martin · 
Meier · 
Millar · 
Moncoutié · 
Moreau ·
Plaza · 
Plouhinec · 
Rinero · 
Saugrain · 
Thibout · 
Tournant · 
Loder (stagiair) · 
Tombak (stagiair) 